# Cerezo de Arriba
Cerezo de Arriba è un comune spagnolo di 208 abitanti situato nella comunità autonoma di Castiglia e León.